# 吳邁
吳邁（1885年—1937年1月13日），字良翰，中国江西省余江县平定乡石背吴村人。民国早期著名律师。
16岁中秀才，后自修各国律法。1912年春，入江西省法政专门学校学习。1914年法官考试合格，任南昌审判厅主簿、典簿，晋升监督推事。1915年，调任汉口审判厅推事。后任国民革命军新编第三军政治部少将主任兼军法处长。后辞职，于1926年冬在汉口开律师事务所。1928年5月“济南惨案”发生后，吴迈于各地宣传抗日救国。后数次因敢言直谏而入狱，并因此而扬名全国。1937年1月19日發現在香港香港仔水塘慘死，4月22日裁定酒後自殺。

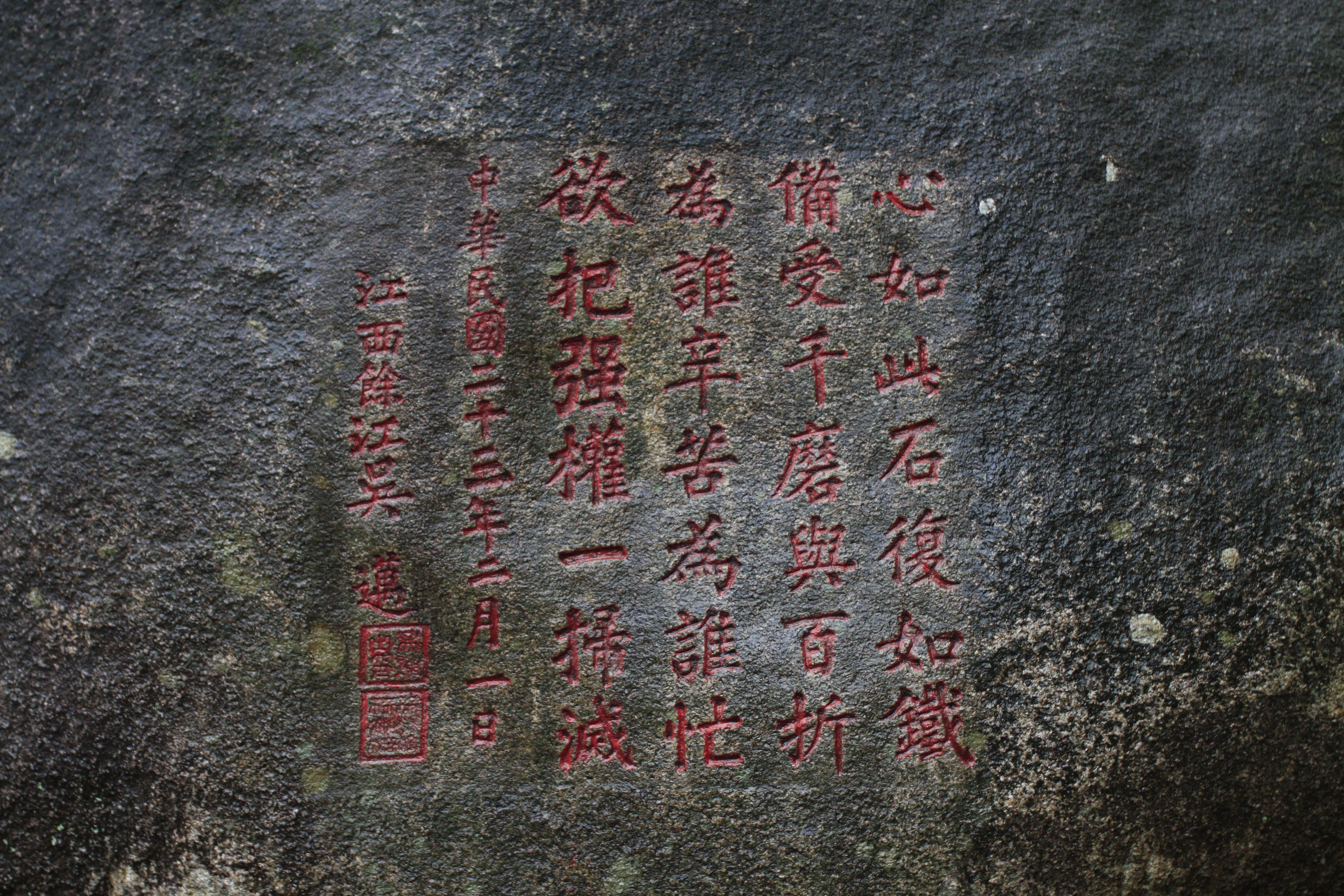
吴迈在厦门南普陀的摩崖石刻